# Huixian
Huixian (辉县 ; pinyin : Huīxiàn) est une ville de la province du Henan en Chine. C'est une ville-district placée sous la juridiction administrative de la ville-préfecture de Xinxiang.

## Démographie
La population du district était de 769 231 habitants en 1999.